# Camarades (film)
Pour les articles homonymes, voir Camarade (homonymie).
Pour plus de détails, voir Fiche technique et Distribution.
Camarades est un film français réalisé et coproduit par Marin Karmitz, sorti en 1970.
Le film est inspiré du roman Le Camarade (it) (Il compagno) de Cesare Pavese paru en 1947 ainsi que par la grève Citroën-Nanterre en mai-juin 1968,.

## Fiche technique
- Titre original : Camarades[3]
- Réalisation : Marin Karmitz, assisté de Daniel Janneau
- Scénario : Jean-Paul Giquel, Marin Karmitz et Lia Wajntal
- Société de production :  Les Films 13, Les Productions de la Guéville,  MK2 Productions, Reggane Films
- Producteurs : Danièle Delorme et Yves Robert pour La Guéville -- Marin Karmitz pour MK2 Productions -- Claude Lelouch pour Les Films 13  et Jacques Perrin pour Reggane Productions.
- Musique : Sylvain Gaudelette et Jacky Moreau
- Photographie : Pierre-William Glenn et Jean Gonnet
- Montage : Pascale Laverrière
- Son : Bernard Aubouy et Michel Laurent
- Pays d'origine :  France
- Format : couleur - 1,85:1 - Mono - 35 mm
- Genre : drame
- Durée : 85 minutes
- Date de sortie : 4 novembre 1970 en France

## Distribution
- Jean-Paul Giquel : Yan
- Juliet Berto : Juliette
- Dominique Labourier : Jeanne
- Jean-Pierre Melec : Jean-Pierre
- André Julien : le père de Yan
- Gilette Barbier : la mère de Yan
- Christian Bouillette
- Albert Dray
- Michel Duplaix
- Jacques Favre-Bertin
- Gérard Zimmermann

## Production
Une scène du film est rejouée par des lycéens de l'option cinéma du lycée Romain-Rolland d'Ivry-sur-Seine dans le documentaire Nos défaites réalisé par Jean-Gabriel Périot, sorti en 2019.